# Mauro Mantovani
Mauro Mantovani (Moncalieri, 3 de janeiro de 1966) é um padre, filósofo, escritor e bibliotecário italiano. Desde fevereiro de 2023 atua como prefeito da Biblioteca Apostólica Vaticana.

## Biografia

### Formação acadêmica e primeiros anos
Mantovani nasceu em Moncalieri, no ano de 1966, na região italiana do Piemonte. De formação salesiana, realizou seus votos perpétuos em Castelnuovo Don Bosco no ano de 1992 e tronou-se padre dois anos depois, em 1994, ao ser ordenado em Turim.
Formou-se no curso de Filosofia oferecido pela Universidade de Roma Tor Vergata no ano de 1995. Na Pontifícia Universidade Salesiana (UPS), estudou teologia dogmática. Doutorou-se em filosofia e letras pela Universidade Pontifícia de Salamanca (UPSA), na Espanha, obtido em 2006. No ano de 2011, realizou seu segundo doutorado onde aprofundou seu estudo no Tomismo na Pontifícia Universidade São Tomás de Aquino.

### Atuação
Com longa trajetória acadêmica, desde o ano de 2007, atua como professor na Universidade Salesiana, localizada em Roma. Entre suas principais linhas de pesquisa destacam-se teologia filosófica, filosofia da história, propedêutica filosófica e vários temas fronteiriços entre teologia, filosofia e ciência. Para além da sala de aula e pesquisa, exerceu cargo burocráticos na Universidade tendo sido Reitor entre 2015 e 2021.
Desde 2006, colabora no Departamento de Cultura e Universidade da Diocese de Roma, coordenando as atividades do Centro Cultural Paulo VI de Sant'Ivo alla Sapienza. Também é membro do conselho presbiteral da Diocese de Roma desde 2021.
Em fevereiro de 2023 foi indicado pelo Papa Francisco para ser prefeito da Biblioteca Apostólica Vaticana, substituindo Cesare Pasini.

## Posições
Suas áreas de pesquisa incluem teologia filosófica, ontologia, filosofia da história e várias questões de fronteira entre filosofia, teologia e ciência. Tem desenvolvido notadamente estudos sobre a história do tomismo, em particular sobre a segunda escolástica espanhola, aprofundando os temas relativos à "demonstração" filosófica da existência de Deus a partir dos cinco caminhos de São Tomás de Aquino e a transmissão de comentários e comparações relativo a isso.
Padre Mantovani é um dos principais conhecedores do realismo dinâmico e da obra do filósofo Tommaso Demaria.